# 天女来襲
『天女来襲』（てんにょらいしゅう）は、清水玲子による日本の漫画作品、および同作を表題作とする漫画短編集。
本作は、1985年に白泉社の『LaLa』7月号に読み切りとして掲載された。「第2回LaLaシンデレラ賞」受賞作品でもある。

## あらすじ
思わぬ事故で川に転落し、命を落としてしまった夏己には未練があった。花魁姿の女性に生き返らせてほしいと願い、代償を要求される。しかし、肝心の代償内容は、棺の前で泣き叫ぶ千代春の声で聞き取ることができなかった。何を要求されたか分からないまま、現世を満喫する夏己の前に花魁姿の女性が何度も現れ、そのたびに不幸な出来事が起きるようになる。花魁が要求したものとは何なのか。彼女の正体とは。

## 登場人物
耕野夏己（こうの なつき）
女癖や素行の悪さによって敬遠されているが、人気者。千代春とぶつかって川に転落し、命を落とした。花魁姿の女性に何かと代償に生き返らせてもらう。死ぬ2ヶ月前から、同級生の美優と交際を始めるが、2年前からの元彼女千春との交友も続けており、花魁女性のことについても相談している。バスケットの試合中に会場に現れた花魁に気を取られ、ボールが顔面に当たり、左腕を骨折。後遺症によりバスケを続けられなくなる。
美優（みゆう）
夏己の恋人。夏己が何より大切にしている人だったために、花魁に狙われ、バス事故に巻き込まれかける。花魁から遠ざけようとした夏己に手酷く振られるが、よりを戻す。線が細い雰囲気を持つが、夏己の顔にノートを叩き付けるなど、気が弱いわけではない。
千晶（ちはる）
魔術が趣味。夏己の元彼女で、良き相談相手。夏己が見た花魁女性について色々とアドバイスをする。
千代春（ちよはる）
幼い頃にいじめから助けてくれた夏己に助けてもらって以来、慕うようになる。その後も健気に尽くすが、夏己には邪魔者扱いされている。体は大きいが、気は弱い。女の子にもてたかったが、夏己に助けられてからは、男の子（特に夏己）にもてたい。
花魁女性
花魁の格好をした正体不明の女性。夏己を生き返らせる。

## 収録本
- コミックス版『天女来襲』（1986年9月発行、ISBN 9784592118084）
- 文庫版『天使たちの進化論』（2001年3月20日発行、ISBN 9784592887065）

## 同時収録
『天女来襲』（コミックス版）
- 天女来襲（本項）
- ネオ・ドーベルマン
- 世紀末に愛されて
- 清水玲子の今昔物語

『天使たちの進化論』（文庫版）
- 天使たちの進化論
- 千の夜
- 月下美人
- もうひとつの神話
- ナポレオン・ソロ
- 天女来襲（本項）
- ネオ・ドーベルマン